# Eduard Buchner
Eduard Buchner (München, 1860. május 20. – Focșani, 1917. augusztus 13.) német vegyész. 1907-ben kémiai Nobel-díjat kapott a sejtmentes fermentáció felfedezéséért.

## Tanulmányai
Eduard Buchner 1860. május 20-án született Münchenben. Apja Dr. Ernst Buchner, a törvényszéki orvostan professzora, anyja Friederike Buchner (leánykori nevén Martin) volt. Szülei kereskedelmi pályára szánták, de apja 1872-es halála után tíz évvel idősebb bátyja, Hans Buchner (aki később neves mikrobiológus lett, ő fedezte fel a vérsavó antibakteriális hatását) lehetővé tette számára a müncheni Technische Hochschulé-be való beiratkozást. Anyagi okok miatt azonban hamarosan félbe kellett hagynia az iskolát és négy évig egy konzervgyárban dolgozott. 1884-től kezdve ismét tanulni kezdett: kémiát a leendő Nobel-díjas Adolf von Baeyertől és botanikát pedig a Botanikai Intézet professzorától, Carl Nägelitől. 1885-ben bátyja segítségével megjelent első közleménye Az oxigén hatása a fermentációra címmel.[forrás?]

## Pályafutása
1888-ban doktori címet szerzett a Müncheni Egyetemen. Továbbra is együtt dolgozott von Baeyerrel, 1891-től pedig előadott az egyetemen is. Főnöke segítségével létrehozott egy kis laboratóriumot, ahol fermentációs kísérleteket végzett. 1893-ban kezdte el vizsgálatait szétzúzott élesztőgombákkal, de a laboratóriumok felügyelőbizottsága leállította a munkáját, mondván "ezzel nem érünk el semmit", mert az előző 40 évben már több hasonló kísérletet végeztek.
1893 őszétől Buchner a Kieli Egyetem analitikai kémiai részlegének vezetője lett, két évvel később pedig professzorrá nevezték ki. 1896-tól a Tübingeni Egyetemen adott elő analitikai és gyógyszerészeti kémiát. Ugyanezen évben az őszi szünidő során újrakezdte félbehagyott élesztős kísérleteit a müncheni Higiéniai Intézetben, ahol bátyja tagja volt az igazgatótanácsnak. Néhány hónappal később, 1897. január 9-én már el is küldte eredményeiből írt cikkét (Az élesztősejtek nélküli alkoholos erjedésről) a Berichte der Deutschen Chemischen Gesellschaft (A Német Kémiai Társaság jelentései) szerkesztőségének.[forrás?]

### A sejtmentes fermentáció

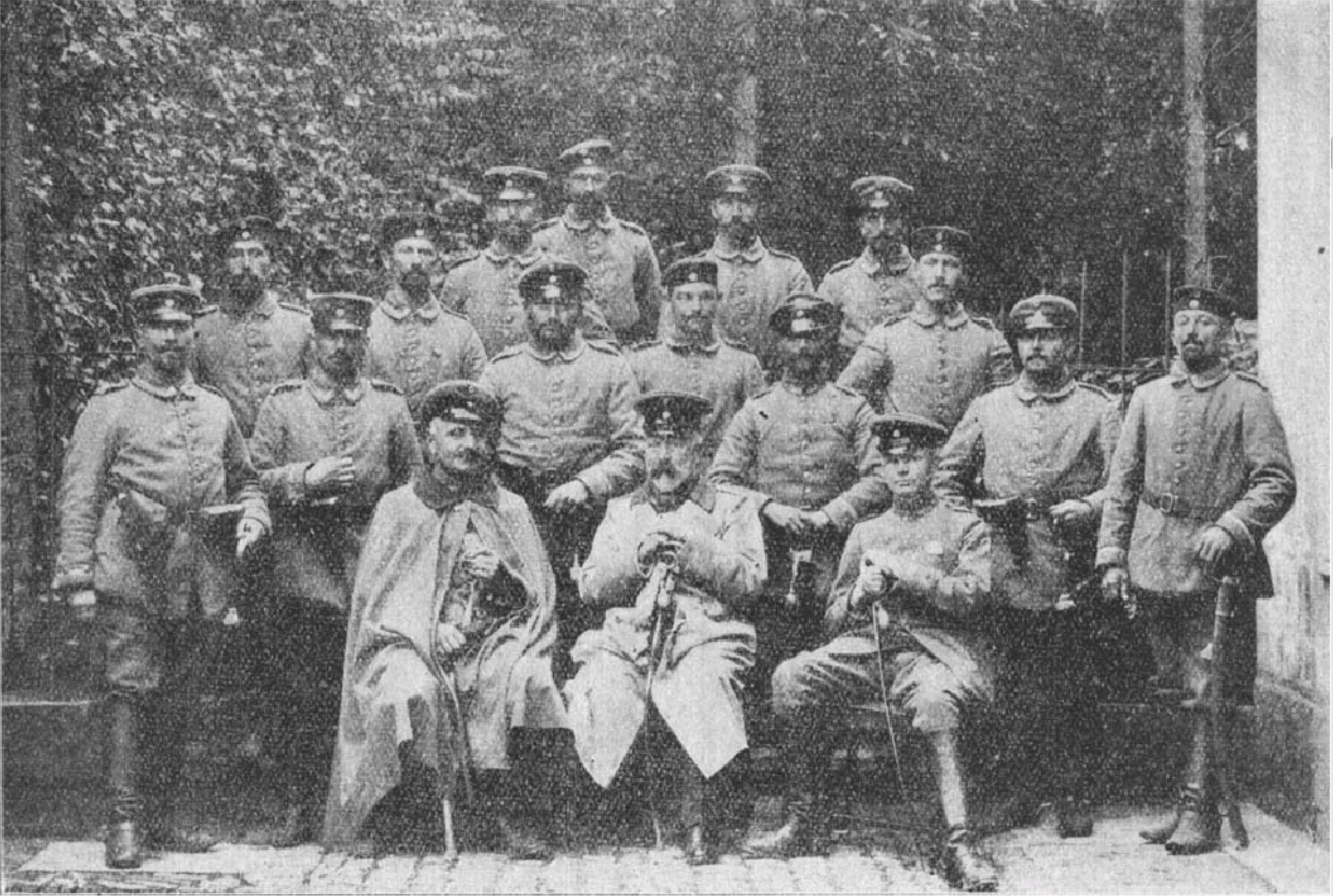
Eduard Buchner az első világháborúban, Cambrainál

Kísérletében Buchner mozsárban kvarchomokkal együtt szétdörzsölte az élesztőt és mikroszkóppal ellenőrizte, hogy nincsenek benne intakt sejtek. Ha az elegyhez cukrot adott, akkor szén-dioxid fejlődését tapasztalta, akár napokkal később is. Ezáltal bebizonyította, hogy a mikroorganizmusok kémiai folyamataihoz nincsen szükség élő sejtre (ahogyan Louis Pasteur hitte) vagy speciális életerőre. Azt is kimutatta, hogy az erjedés folyamata oxigén jelenlétében is végbemegy. A fermentációt katalizáló anyagot ő zimáznak nevezte el (később kiderült, hogy sok enzim együtteséről van szó).[forrás?]
1898 októberében Buchnert kinevezték a berlini Mezőgazdasági Főiskola általános kémiai tanszékének vezetőjévé, ahol a mezőgazdasági kémia és cukoripari fermentáció témájában tartott előadásokat.
1907-ben a Nobel-díj-bizottság neki ítélte meg az az évi kémiai Nobel-díjat a sejtmentes fermentáció felfedezéséért.
1909-ben a Leopoldina Német Természettudományos Akadémia tagjává választották. Buchner 1909-től a Breslaui Egyetemen, 1911-től pedig a Würzburgi Egyetemen oktatott.
Eduard Buchner az első világháború kitörése után önként csatlakozott a német hadsereghez és őrnagyi rangban katonaorvosként szolgált. 1917. augusztus 3-án a romániai Focşani mellett egy srapnelgránáttól megsebesült és augusztus 13-án egy tábori kórházban sérüléseibe belehalt.[forrás?]

## Családja
Buchner 1900. augusztus 19-én feleségül vette Lotte Stahlt. Házasságukból két lány, Friedel (1901-1983) és Luise (1903-1904); valamint két fiú, Hans (1905-1981) és Rudolf (1908-1985) született.